# フロレチン
フロレチン(phloretin)は、ジヒドロカルコンおよびポリフェノールの一つである。リンゴの木の葉で見られる。

## 代謝
フロレチンはフロレチンヒドロラーゼによってフロログルシノールとフロレト酸に分解される。

## 配糖体
- フロリジン - フロレチンの2'-グルコシド
- ナリンギンジヒドロカルコン - フロレチンの二配糖体